# Mamma tar semester
Mamma tar semester är en svensk komedifilm från 1957 regisserad och producerad av Schamyl Bauman.

## Handling
Karin är hemmafru i Trosa och bor med sin arbetskrävande familj, äkta maken Ragnar och två söner. En dag får hon överraskande besök av sin syster Sylvia, modedirektris i Stockholm, som hon inte sett på sex år. Sylvia stannar på middag och märker att Ragnar behandlar systern som en hemslavinna. Hon försöker övertala Karin att följa med till Stockholm för att få semester och efter ett gräl med sin man bestämmer sig Karin för att åka.

## Om filmen
Filmen hade premiär den 2 augusti 1957 på biograf Grand i Stockholm  och bygger på en pjäs av Elsa Appelquist. Det blev Schamyl Baumans sista film och den spelades in från november 1956 till januari 1957. Filmen har visats vid ett flertal tillfällen på TV3 och i SVT, bland annat i oktober 2019.

## Rollista i urval
- Gerd Hagman – Karin Forsberg
- George Fant – Ragnar Forsberg, busschaufför
- Karl-Arne Holmsten – ingenjör Gunnar Broms
- Gaby Stenberg – Sylvia Törnell
- Elsa Carlsson – Elisabeth Broms, Gunnars mor
- Torsten Lilliecrona – Martin Broms, Gunnars bror
- Stig Järrel – direktör Sandell
- Sven Almgren – Lennart Forsberg
- Sten Mattsson – Gunnar Forsberg
- Mona Malm – Gittan Broms
- Rut Holm – fru Jansson
- Bellan Roos – Hilda, kokerska hos Martin Broms
- Pierre Fränckel – Sven Leråker (ej krediterad)
- Nils Hallberg – Karlsson (ej krediterad)
- Gösta Krantz – busschaufför (ej krediterad)
- Birgitta Andersson – ung dam i vit päls (ej krediterad)